# Enghave (parochie)
Enghave was een parochie van de Deense Volkskerk in de Deense gemeente Kopenhagen. De parochie maakte deel uit van het bisdom Kopenhagen en telde 4622 kerkleden op een bevolking van 7853 (2006). De parochie werd tot 1970 gerekend onder Sokkelund Herred.
Enghave werd in 1923 als parochie gesticht als afsplitsing van de parochie Kristkirkens. De parochiekerk kwam gereed in 1924. In 1977 werd binnen de parochie een tweede kerk, Bavnehøj, gebouwd. In 2012 werd de parochie opgeheven in het kader van een grote reorganisatie in het decanaat Vesterbro. De meeste parochies, waaronder Enghave, gingen daarbij op in een nieuwe superparochie Vesterbro.

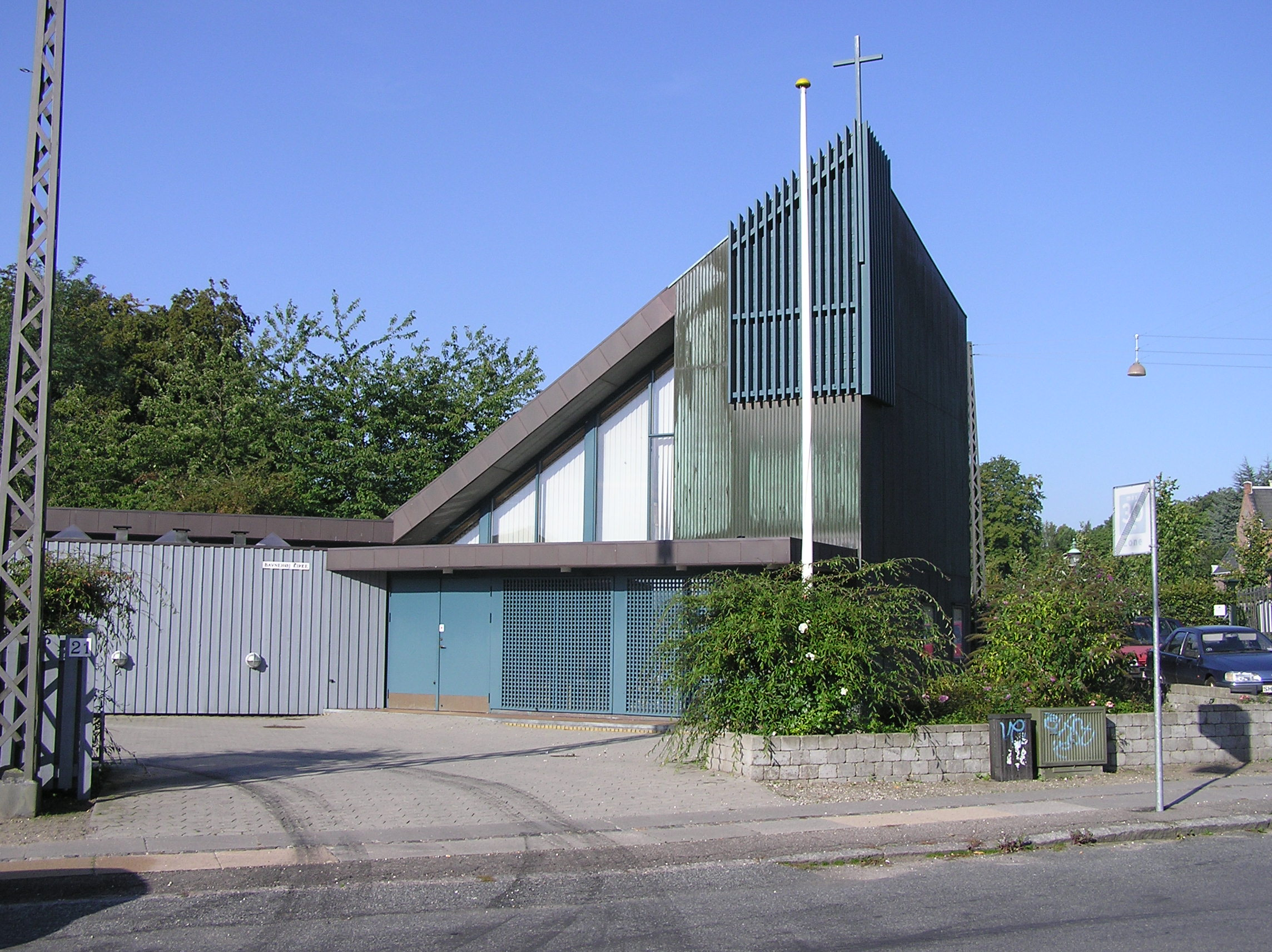
Bavnehøj Kirke

Aaker · Aalholm · Absalons · Advent · Aldersro · Allehelgens · Allinge-Sandvig · Anna · Ansgar · Apostelkirkens · Bellahøj · Bethlehem · Bispebjerg · Blågårdens · Bodilsker · Brønshøj · Christian · Christiansø · Davids · De Gamles Bys · Dragør · Elias · Emdrup · Enghave · Filip · Flintholm · Fredens-Nazaret · Frederiks · Frederiksberg · Frederiksberg Slotssogn · Frihavns · Garnisons · Gethsemane · Godthaab · Grøndals · Gudhjem · Hans Egedes · Hasle · Helligånds · Højdevang · Holmens · Husum · Husumvold · Hyltebjerg · Ibsker · Islands Brygges · Johannes Døbers · Kapernaums · Kastel · Kastrup · Kildevælds · Kingo-Samuel · Kingos · Klemensker · Knudsker · Korsvejens · Kristkirkens · Lindevang · Lundehus · Margrethe · Maria · Mariendal · Nathanaels · Nexø · Nyker · Nylarsker · Olsker · Østerlarsker · Østermarie · Østervold · Pedersker · Poulsker · Rø · Rønne · Rosenvænget · Rutsker · Samuels · Sankt Andreas · Sankt Jakobs · Sankt Johannes · Sankt Lukas · Sankt Markus · Sankt Matthæus · Sankt Pauls · Sankt Stefans · Sankt Thomas · Simeons · Simon Peter · Sion · Skelgårds · Solbjerg · Solvang · Store Magleby · Sundby · Sundkirkens · Svaneke · Sydhavn · Tagensbo · Tårnby · Timotheus · Tingbjerg · Trinitatis · Utterslev · Valby · Vanløse · Vesterbro · Vestermarie · Vigerslev · Vor Frelsers · Vor Frue